# 昂薩拉太空天文台
昂薩拉太空天文台（Onsala Space Observatory）是瑞典國家電波天文學設施，提供科學家研究地球和宇宙。昂薩拉太空天文台在哥德堡以南45公里的昂薩拉（Onsala）營運兩台電波望遠鏡，並參與了多個國際計畫。

## 歷史
昂薩拉太空天文台由奧洛夫·里德貝克於1949年創立。昂薩拉太空天文台由查爾摩斯理工大學地球與太空科學系主辦，並代表瑞典研究委員會（Swedish Research Council）營運。

## 設備
國際電波望遠鏡低頻陣列的瑞典站位於昂薩拉太空天文台，於2011年竣工。
昂薩拉太空天文台目前是阿塔卡瑪大型毫米及次毫米波陣列北歐節點的所在地，該節點是歐洲阿塔卡瑪大型毫米及次毫米波陣列區域中心的一部分。北歐節點為任何想要使用阿塔卡瑪大型毫米及次毫米波陣列的天文學家提供面對面的支持，主要支持北歐科學界。

## 外部連結
- Onsala Space Observatory[] – official website
- Nordic ARC node - Home page